# Stříbřec
Stříbřec – wieś i gmina w Czechach, w powiecie Jindřichův Hradec, w kraju południowoczeskim. Według danych z dnia 1 stycznia 2013 liczyła 439 mieszkańców.
Ze Stříbřeca pochodzi Eva Hodanová, czeska siatkarka.